# گیش‌ماهی بینی‌دراز
گیش‌ماهی بینی‌دراز (نام علمی: Carangoides chrysophrys) نام یک گونه از سرده گیش‌ماهی‌های گرمسیری است.